# Vierundsechzig
Die Vierundsechzig (64) ist die natürliche Zahl zwischen 63 und 65. Sie ist gerade, eine
zentrierte Dreieckszahl und eine Zweierpotenz mit dem Exponenten 6, das heißt: 26 = 64. Somit ist sie die kleinste von 0 und 1 verschiedene Zahl, die sowohl 
- Quadratzahl (denn 64 = 26 = (23)2 = 82) als auch
- Kubikzahl (denn 64 = 26 = (22)3 = 43) ist.

Da 64 = 26 ist, entspricht sie im Dualsystem der Eins mit sechs Nullen, und da 64 = 4 · 16 ist, ist sie auch im Hexadezimalsystem eine runde Zahl, die durch die Ziffernfolge "40" dargestellt wird.
In der Praxis hat die 64 noch auf folgenden Gebieten eine herausragende Bedeutung:
- Im Spiel der Könige, dem Schach, spielt sie als Anzahl der Felder eines Schachbretts eine legendäre Rolle.
- Es gibt 64 Hexagramme, die sich aus den Grundelementen des chinesischen Orakelbuchs I Ging kombinieren lassen.
- Der Kehrwert der Zweierpotenz 64 geht als Vierundsechzigstelnote zur Bezeichnung der Tondauer in die Musik ein.
- 64 Tripletts bilden den genetischen Code.
- In der Chemie ist die Zahl 64 die Ordnungszahl von Gadolinium.